# حمیدرضا رجبی
حمیدرضا رجبی (زادهٔ ۴ فروردین ۱۳۵۸) بازیکن بازنشسته و مربی فعلی فوتبال است.

وی که سابقهٔ بازی برای باشگاه‌های پاس تهران، سایپا و استقلال اهواز در لیگ برتر خلیج فارس را در کارنامه دارد، با ورود جواد نکونام، هم‌تیمی سابقش در پاس تهران، به عرصه سرمربی‌گری در تمامی تیم‌ها دستیار وی بوده‌است.
رجبی در لیگ قهرمانان آسیا ۲۰۲۲ برای یک بازی مقابل الهلال عربستان به عنوان سرمربی هدایت فولاد خوزستان را برعهده داشت.
وی همسر خواهر کمال کامیابی‌نیا، بازیکن فوتبال ایرانی، است.

## افتخارات

### بازیکن
پاس
- لیگ برتر: ۸۳–۱۳۸۲[۷]

سایپا
- لیگ برتر: ۸۶–۱۳۸۵[۷]

### مربیگری

#### فولاد خوزستان
- قهرمانی جام حذفی فوتبال ایران(۱):  ۱۴۰۰–۱۳۹۹[۸]

- قهرمانی سوپر جام فوتبال ایران(۱): ۱۴۰۰[۹]